# Œnopion
Dans la mythologie grecque, Œnopion (en grec ancien Οἰνοπίων / Oinopíôn) est fils d'Ariane et de Dionysos et roi de l’île de Chios.

## Mythe
Il refusa à Orion sa fille, qu'il avait promise en mariage si le chasseur le débarrassait l’île de tous ses fauves. Orion y parvint, mais le roi ne tint pas sa promesse et aveugla Orion avant de le chasser de son île.

Il a six autres frères :
- Céramos, héros éponyme du quartier du Céramique d'Athènes ;
- Staphylos, connu pour avoir amélioré la recette du vin :
- Préparathos, héros éponyme de la première capitale de l'île de Scopelos ;
- Thoas ;
- Eurymédon ;
- Phlias.

Selon les versions, Évanthe est tantôt donné comme un fils d'Œnopion, tantôt comme un de ses frères, un des fils de Dyonisos de d'Ariane.